# Keisuke Endo
Keisuke Endo (født 20. marts 1989) er en japansk fodboldspiller, som spiller for den japanske fodboldklub Kataller Toyama.